# Olecko
Olecko  (udtale: [ɔˈlɛt͡skɔ], tysk: Marggrabowa  ( hør) siden 1560, i daglig tale også Oletzko  ( hør), og siden 1928 Treuburg  ( hør)) er en by i det nordøstlige Polen med 16.076 (2021), og er sæde for Powiat Olecko (amt).

## Geografi
Olecko ligger i Masurien, ca. 25 km fra Ełk og 30 km fra byen Suwałki, i voivodskabet Województwo warmińsko-mazurskie. Det er ved udmundingen af floden Lega, som løber ud i søen Jezioro Oleckie Wielkie (Jezioro Oleckie Wielkie (Oleckie Wielkie-søen)) på dens sydvestlige bred.  

### Inddeling
I byen ligger nedenstående bydele og landsbyer:
- Lesk
- Osiedle Nad Lęga
- Osiedle Zielone
- Siejnik
- Śródmieście

## Historie
Siden 1540'erne har der været en jagthytte ved Lega-floden, som snart blev udvidet til et slot, og en bebyggelse, begge kaldet Olecko. Margrabowa blev grundlagt som en by af Albrecht af Preussen, en vasal af Kongeriget Polens krone, den 1. januar 1560.